# Skotawskie Łąki
Skotawskie Łąki – torfowiskowy rezerwat przyrody w województwie pomorskim, w powiecie bytowskim, w gminie Czarna Dąbrówka, na obszarze Wysoczyzny Polanowskiej. Ze względu na główny przedmiot ochrony jest rezerwatem biocenotycznym i fitocenotycznym, podtypu biocenoz naturalnych i półnaturalnych; ze względu na typ ekosystemu – torfowiskowym, podtypu torfowisk niskich. Zajmuje powierzchnię 54,78 ha. Dla zabezpieczenia rezerwatu przed zagrożeniami zewnętrznymi wyznaczono otulinę o powierzchni 60,30 ha.
Rezerwat powstał 4 grudnia 2008, powołany Rozporządzeniem Nr 23/2008 Wojewody Pomorskiego z dnia 7 listopada 2008 r. w sprawie  uznania za rezerwat przyrody „Skotawskie Łąki”. Celem ochrony jest przede wszystkim zabezpieczenie zespołu torfowisk soligenicznych i topogenicznych w odcinku źródłowym Skotawy oraz cennych przyrodniczo ekosystemów wodnych, łąkowych i leśnych. Torfowiska pokrywają ponad połowę rezerwatu.
Za największe zagrożenia dla zachowania tego kompleksu torfowisk w planie zadań ochronnych z 2017 uznano przesuszanie się terenu na skutek odpływu wody do rowów melioracyjnych, zubożenie gatunkowe roślin spowodowane brakiem ekstensywnego, okresowego koszenia. Jako potencjalne niebezpieczeństwo wymienia się również obniżanie się przepustu pod oddaloną o ok. 60 m w kierunku północno-wschodnim drogą, wzmacniające proces odpływu wody z gruntu. Obszar rezerwatu objęty jest ochroną czynną.
Rezerwat obejmuje również jeziora Lipieniec Mały i Lipieniec Duży, o powierzchni łącznej 15,08 ha, położone w południowej części obszaru, a także jezioro Spokojne w części północnej. Na „Skotawskich Łąkach” zaobserwowano 157 gatunków roślin, z tego 5 objętych ochroną ścisłą, 11 ochroną częściową.
Rezerwat położony jest w granicach Parku Krajobrazowego „Dolina Słupi”, obszaru specjalnej ochrony ptaków „Dolina Słupi” i projektowanego specjalnego obszaru ochrony siedlisk „Dolina Słupi”. Zgodnie z ewidencją gruntów znajduje się w obrębie Łupawsko. Położony jest na terenie Nadleśnictwa Bytów, w obrębie leśnym Gołębia Góra. Nadzór sprawuje Regionalny Konserwator Przyrody w Gdańsku.